# A. P. Hill

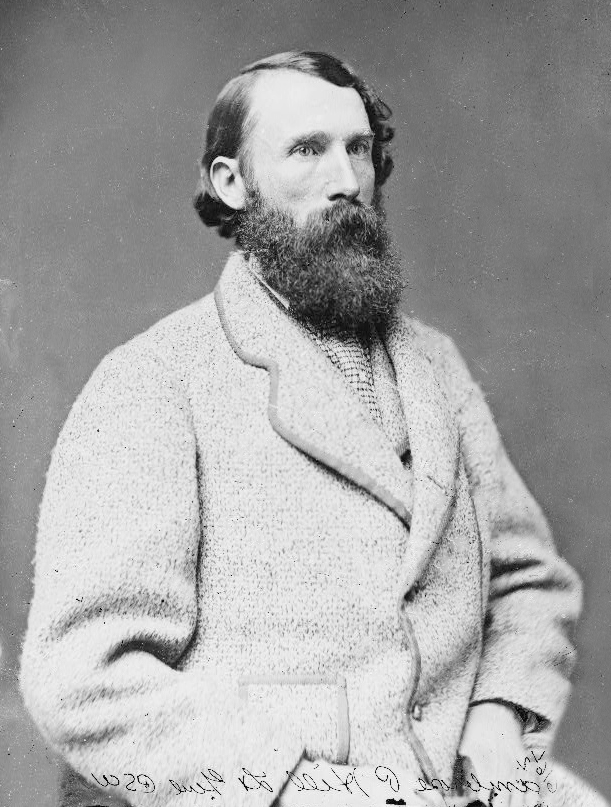
A.P. Hill

Ambrose Powell Hill (9 de noviembre de 1825 - 2 de abril de 1865) fue un general de los Estados Confederados de América durante la Guerra Civil de Estados Unidos. Ganó fama como comandante de la "División ligera de Hill", siendo uno de los subordinados más capaces de Stonewall Jackson. Fue comandante de cuerpo bajo las órdenes del general Robert E. Lee en el ejército de Virginia del norte antes de morir al final de la guerra.

## Biografía
A.P. Hill nació en Culpeper, Virginia. Su padre fue un destacado político y comerciante, cuyas conexiones ayudaron a Hill a conseguir un puesto en la Academia Militar de los Estados Unidos en West Point en 1842, donde se graduó en 1847 en el lugar 15.º de un total de 38 alumnos que eran de su misma generación. Se alistó en la Primera Artillería de Estados Unidos como teniente segundo. Sirvió en la invasión a México y en las Guerras Semínolas, siendo ascendido a teniente primero en septiembre de 1851. Desde 1855 a 1860, Hill fue parte del servicio costero de los Estados Unidos.
En 1859 se casó con Kitty Morgan McClung, una joven viuda, convirtiéndose así en cuñado de los generales de caballería confederados John Hunt Morgan y Basil W. Duke. Tuvo cuatro hijas con ella.

### Guerra Civil
El 1 de marzo de 1861, Hill renunció al ejército de los Estados Unidos y se convirtió en coronel de Virginia. Estuvo al mando de una unidad en la Primera batalla de Bull Run. El 26 de febrero de 1862, Hill fue nombrado general de brigada. Después de la promoción, Hill sirvió brillantemente durante la Batalla de Williamsburg durante la Campaña de la Península. Como resultado de su liderazgo, Hill fue ascendido a mayor general el 26 de mayo de 1862.
Como mayor general Hill luchó en las batallas de los siete días, convirtiéndose en un componente muy importante para el comando del general Thomas "Stonewall" Jackson. También participó en la Batalla de Cedar Mountain y del Segundo Bull Run. También participó en la captura de Harper's Ferry y además jugó un papel crítico en la Batalla de Antietam, en la que su división llegó al campo en un momento crítico para rechazar un asalto de la Unión. Después de la batalla de Chancellorsville, donde fue herido, Hill tuvo el mando temporal del II Cuerpo después de la muerte de Stonewall Jackson.
En mayo de 1863 Hill fue ascendido a teniente general y recibió el mando del recién creado III Cuerpo del Ejército del Norte de Virginia. Como tal Hill tuvo un desempeño menos que estelar durante la Batalla de Gettysburg y fue criticado por algunas de sus decisiones en el primer día delenfrentamiento, donde combatió a la Unión a pesar de la orden de Lee de esperar con ello. Sufrió una grave derrota en octubre de 1863 en la batalla de Briscoe Station. A pesar de luchar contra la enfermedad, Hill permaneció con el Ejército del Norte de Virginia durante la Campaña de Overland de 1864.
Él también participó durante la Campaña de Petersburg de 1864 a 1865, en la que su unidad defendió la ciudad. Su enfermedad empeoró y tuvo que estar ausente en marzo de 1865. Volvió en abril y en la última batalla de esa campaña, la tercera batalla de Petersburg del 2 de abril de 1865, Hill fue mortalmente herido por un soldado de la Unión. Murió el mismo día y por ello no pudo ser testigo del final de la guerra una semana después. Fue enterrado en Richmond, Virginia.

## Legado
El Fuerte A. P. Hill en Virginia del Ejército de los Estados Unidos fue nombrado en su recuerdo.